# 2004 嵐!いざッ、Now Tour!!
『2004 嵐!いざッ、Now Tour!!』（2004 あらし いざッナウ ツアー）は、日本の男性アイドルグループ・嵐のライブ・ビデオ。2005年1月1日にJ Stormから発売された。

## 概要
2004年7月から8月まで行われた『2004 Dの嵐! presents 嵐! いざッ、Now Tour!!』から8月3日開催の横浜アリーナ公演を収録。
本作収録の「RIGHT BACK TO YOU」は、後に5thベストアルバム「5×20 All the BEST!! 1999-2019」初回限定盤2の特典Disc「ARASHI LIVE CLIPS」にも収録された。

## 収録曲

### 本編映像
Disc 1
1. JAM
2. 五里霧中
3. PIKA☆NCHI
4. PIKA★★NCHI DOUBLE
5. HORIZON
6. DANGAN-LINER
7. 眠らないカラダ
8. Dear My Friend
9. TOP SECRET [3:07] - 大野智
作詞・作曲：ha-j
10. Lucky Man
11. ハダシの未来
12. 君だけを想ってる
13. EYES WITH DELIGHT
14. Anti-Anti [3:29] - 櫻井翔
作詞・作曲：ha-j, ISSEI
Rap詞 : 櫻井翔
15. とまどいながら
16. 君は少しも悪くない
17. 優しくって少しバカ - 相葉雅紀
18. 瞳の中のGalaxy
19. 痕跡（読み：かこ）[3:46] - 二宮和也
作詞・作曲：二宮和也
20. La Familia [3:45] - 松本潤
日本語詞：松本潤, SPIN
作詞・作曲：Lucas "Nate" Nathanson, Julio Olea Le Fort, Marco Solar, Raul Garcia, Paulina Pinto Olmedo
21. a Day in Our Life
22. RIGHT BACK TO YOU
23. 嵐のまえの静けさ
24. 君のために僕がいる
25. SUNRISE日本
26. A・RA・SHI
27. 途中下車
28. 言葉より大切なもの
29. Hero
30. 感謝カンゲキ雨嵐

### 特典映像
※DVD/Blu-rayのみ。Blu-rayではDisc 1にまとめて収録。

#### Disc 1
1. EYES WITH DELIGHT（マルチアングル映像）

#### Disc 2
1. MC in YOKOHAMA ARENA
2. 入待ちマニア
3. 出待ちマニア

## ツアー日程
- 全国ツアー「2004 Dの嵐! presents "嵐!いざッ、Now Tour!!"」について記載。

|        | 開催日時 | 開演時間 | 会場                                   |
| 2004年 | 2004年   | 2004年   | 2004年                                 |
| ------ | -------- | -------- | -------------------------------------- |
| 1      | 7月27日  | 14:00    | 大阪城ホール                           |
| 1      | 7月27日  | 18:00    | 大阪城ホール                           |
| 1      | 7月28日  | 14:00    | 大阪城ホール                           |
| 1      | 7月28日  | 18:00    | 大阪城ホール                           |
| 2      | 8月02日  | 14:00    | 横浜アリーナ                           |
| 2      | 8月02日  | 18:00    | 横浜アリーナ                           |
| 2      | 8月03日  | 14:00    | 横浜アリーナ                           |
| 2      | 8月03日  | 18:00    | 横浜アリーナ                           |
| 2      | 8月04日  | 14:00    | 横浜アリーナ                           |
| 2      | 8月04日  | 18:00    | 横浜アリーナ                           |
| 3      | 8月06日  | 17:00    | 名古屋レインボーホール                 |
| 3      | 8月07日  | 13:00    | 名古屋レインボーホール                 |
| 3      | 8月07日  | 17:00    | 名古屋レインボーホール                 |
| 4      | 8月11日  | 13:00    | 北海道立総合体育センター               |
| 4      | 8月11日  | 17:00    | 北海道立総合体育センター               |
| 5      | 8月15日  | 12:00    | グランディ・21 宮城県総合体育館        |
| 5      | 8月15日  | 16:00    | グランディ・21 宮城県総合体育館        |
| 6      | 8月17日  | 13:00    | 長野・ビッグハット                     |
| 6      | 8月17日  | 17:00    | 長野・ビッグハット                     |
| 7      | 8月20日  | 13:00    | 広島グリーンアリーナ                   |
| 7      | 8月20日  | 17:00    | 広島グリーンアリーナ                   |
| 8      | 8月24日  | 13:00    | 朱鷺メッセ・新潟コンベンションセンター |
| 8      | 8月24日  | 17:00    | 朱鷺メッセ・新潟コンベンションセンター |
| 9      | 8月29日  | 13:00    | 浜松アリーナ                           |
| 9      | 8月29日  | 17:00    | 浜松アリーナ                           |
| 10     | 8月31日  | 13:00    | マリンメッセ福岡                       |
| 10     | 8月31日  | 17:00    | マリンメッセ福岡                       |